# Astéroïde de type P
Le type P (ou classe P) est un type d'astéroïdes qui apparait dans la classification spectrale de Tholen (1984) dans laquelle il appartient au « groupe X », en proximité avec les types E et M desquels il n'est distingué que par l'albédo. Il n'apparait plus dans les classifications ultérieures de Bus (ou SMASS-II) (1999) et de Bus-DeMeo (2009) dans lesquelles la subdivision du groupe X (ou complexe X) est très différente.
À fin 2023, la base de données « Small-Body Database » du Jet Propulsion Laboratory compte 980 astéroïdes pour lesquels le type spectral de Tholen est renseigné, dont 46 astéroïdes appartenant au type P (5 % ou 46 % des 101 astéroïdes dont l'affectation à l'un des types E, M ou P de Tholen est connue),.

## Historique
Le type P a été introduit au début des années 1980 dans le cadre de l'étude de la partie la plus externe de la ceinture principale, jusqu'aux troyens de Jupiter. Des astéroïdes s'apparentant au type M mais avec un albédo plus faible ont progressivement été distingués et, suivant les auteurs, dénotés X, DM (dark M), PM (pseudo M), puis finalement P en 1982 dans un travail de synthèse de J. Gradie et Edward F. Tedesco,. La lettre P est une trace de l'appellation « pseudo M ».
Le choix de Schelte J. Bus en 1999 (repris en 2009 dans la classification de Bus-DeMeo) de ne baser sa nouvelle classification que sur des données spectrales, sans recours à l'albédo, ne permet pas de distinguer le type P qui reste toutefois couramment utilisé, de même que les types E et M.

## Propriétés

### Description spectrale
La description spectrale originale issue des travaux de David J. Tholen est résumée ainsi : « spectre sans relief, plat à légèrement rouge à travers la plage globale 0,3 à 1,1 μm » et « albédo faible ». Cette description ne diffère des classes E et M uniquement par l'albédo (faible < 0,065 pour P, modéré 0,07-023 pour M, élevé > 0,23 pour E). Un astéroïde possédant ce type de spectre mais pour lequel l'albédo n'est pas connu est classé comme appartenant au groupe X.
La non prise en compte de l'albédo dans les classifications de Bus et de Bus-DeMeo ne permet pas l'identification du type P. La majorité des astéroïdes se retrouvent classés X, Xc ou C.

### Hypothèses de composition et de liens avec les météorites
Il a été suggéré qu'ils pourraient être composés de silicates hydratés riches en composés organiques, de carbone et de silicates anhydres, avec peut-être un peu de glace d'eau en profondeur[réf. nécessaire].
Ces corps comptent parmi les plus sombres du système solaire. Leur coloration rouge pourrait résulter de la présence de kérogène,.

### Situation dans le Système solaire et hypothèses d'origine
Les astéroïdes de type P se trouvent dans la partie externe de la ceinture principale et au-delà.